# Dabilye
Dabilye (macedónul: Дабиље) település Észak-Macedóniában, a Délkeleti körzetben, a Sztrumicai járásban.

## Népesség
| Lakosok száma | 1163 | 1307 | 1549 | 1671 | 1770 | 1964 | 1962 | 1946 | 1647 |
|               | 1948 | 1953 | 1961 | 1971 | 1981 | 1991 | 1994 | 2002 | 2021 |

- 2002-ben 1946 lakosa volt, akik közül 1941 macedón és 5 szerb.